# Hòa Hảo

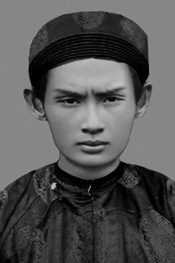
Huỳnh Phú Sổ.

Le Hòa Hảo est une secte basée sur le bouddhisme, fondée en 1939 par Huỳnh Phú Sổ, natif du village de Hòa Hảo dans la région du delta du Mékong, en Cochinchine (Sud de l'actuel Viêt Nam). Il est considéré par les adhérents de cette secte comme un prophète. Le Hòa Hảo affirme avoir approximativement deux millions de fidèles au Viêt Nam. Ainsi, dans certaines provinces du delta, plus de 90 % de la population pratiquerait cette religion, attendant le retour de leur prophète. 

## Histoire
Huỳnh Phú Sổ (1919-1947), jeune homme malingre qui souffrait de troubles, fut mené par son père chez un ermite du mont Sam à Chau Doc pour le guérir. En 1939, il rentre guéri dans son village et au cours d'une nuit d'orage décide de réformer le bouddhisme. On le surnomme « le bonze fou » à Saïgon. La Cochinchine est alors agitée de troubles quand il commence à prêcher sa religion auprès des paysans pauvres. Une grande part de celle-ci est inspirée du nationalisme vietnamien, ce qui est dangereux à l'époque de l'Indochine française. Il est donc placé dix mois à l'asile psychiatrique de Cho Quan en août 1940 à cause de ses prédictions et convertit son docteur à cette nouvelle foi nationaliste. Ensuite, il est mis en résidence surveillée à Bac Liêu en mai 1941. Il énonce une série de prophéties traitant du futur du Viêt Nam.
Son bouddhisme ne pouvait que plaire au peuple des paysans du delta : plus de pagodes, de cérémonies onéreuses, de décorum, on pratique chez soi ; les cérémonies - mariages, enterrements - doivent être les plus simples possibles ; interdiction de l'alcool et de l'opium ; la préoccupation principale de chaque fidèle doit être l'aide aux miséreux. Anti-français, il déclare que le « vrai roi » reviendra pour conduire le pays à la liberté et à la prospérité, ce qui pousse de plus en plus le Hòa Hảo à soutenir le prétendant Nguyễn : le marquis Cường Để, vivant au Japon. Tout cela attire des millions de fidèles et il finit par contrôler tout le pays entre la frontière cambodgienne et la "capitale" du delta, Can Tho. Les Japonais, qui occupent alors le pays, l'enlèvent et l'installent à Saïgon, espérant ainsi rallier les adhérents de la secte à leur cause. Mais il n'en est rien, et le maître de la secte déclare que « le Japon ne finirait pas le Coq » (année 1945).
Le Viêt Minh, considérant le « bonze fou » comme un dangereux illuminé, et après s'être servi de certains de ses hommes contre les Français, tend un guet-apens à Huỳnh Phú Sổ le 16 avril 1947. Il est jugé sommairement et mis à mort deux jours plus tard. Son corps est découpé en trois morceaux, enterrés dans des endroits différents. Les Hòa Hảo se distinguent alors par leur haine du Viêt Minh. Lui succèdent de vrais bandits :  Tran Van Soai, ancien mécanicien du bac de Cân Tho qui prend le nom de Nam Lua (Cinq Feux) et qui cache à la masse des fidèles la mort du fondateur de la secte. Il est chauffeur d'autocars à son compte et parcourt la région pour recruter des adeptes. Sa troisième concubine Lê Thi Ghâm (la Panthère) surveille le « trésor » perçu par l'impôt des adeptes. Le 18 mai 1947, contre toute attente, il rallie ses trois cents hommes armés aux Français, qui le nomment général à une étoile (ce grade n'existant pas, il en achète une deuxième chez un Chinois). Un autre chef, Ba Cụt (en) ("Doigt coupé", car il s'est coupé un doigt pour prouver son courage) trahira et se ralliera 5 fois aux Français, massacrant à chaque fois les officiers français qui le secondaient. Il sera finalement guillotiné en public le 13 juillet 1956 à Cần Thơ sur ordre de Diem. 
Après avoir aidé les communistes durant la guerre du Vietnam, en formant une véritable armée privée, le Hòa Hảo est reconnu comme une des religions officielles du pays.

## Pratiques religieuses

### Le culte

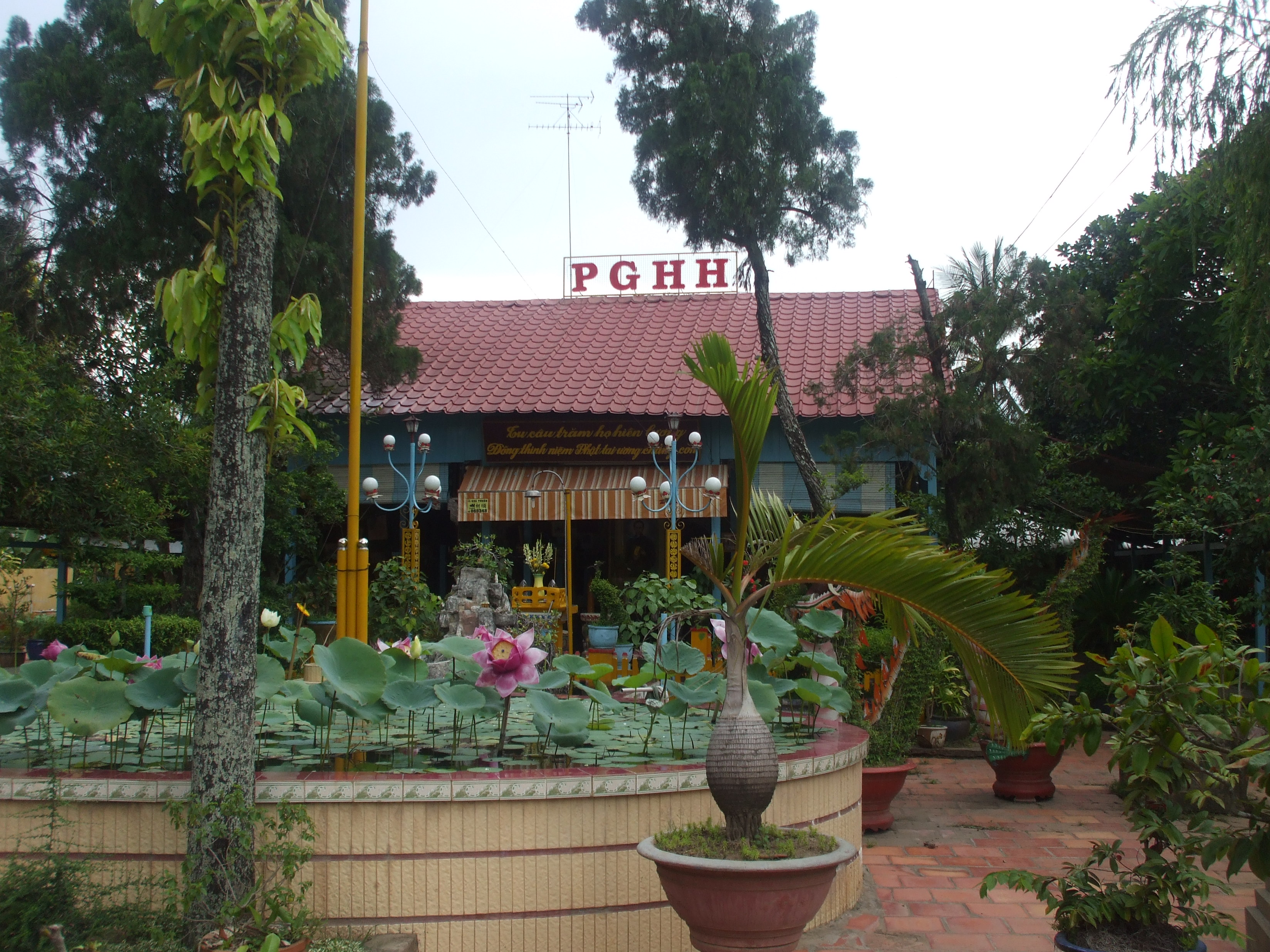
Lieu de culte hoahaoïste dans le district de Phú Tân.

Les Hòa Hảo doivent posséder un autel de Bouddha  à leur domicile, mais sur cet autel on ne doit pas trouver de statue représentant Bouddha, de cloches ou de gongs. Un seul morceau de tissu brun est accepté, qui symbolise l'harmonie humaine et la couleur du bouddhisme.
De plus, aucune nourriture ne peut être utilisée pour adorer Bouddha, cependant l'eau fraîche, les bâtons d'encens et les fleurs y sont tolérés. Ils peuvent aussi prier dans les salles de sermon (appelées aussi pagodes), utilisées uniquement pour prêcher, mais pas pour y habiter. C'est pourquoi elles sont plus petites que les autres pagodes ou temples, car le Hòa Hảo met davantage l'accent sur la pratique du bouddhisme à la maison.
Actuellement, ces salles de sermon à architecture spécifique sont nombreuses partout au sud du Việt Nam. Le recensement de 1965 en a dénombré 390.
Devant la maison, il doit y avoir un autel dédié à la Communication céleste (Bàn thờ  thông Thiên) pour permettre la communication avec l'univers (ciel et terre), les quatre directions célestes et les dix directions cosmiques (dix directions cosmiques : nord, sud, est, ouest, nord-ouest, nord-est, sud-ouest, sud-est, ciel et terre).
Les disciples du Hòa Hảo ont l'obligation de prier Bouddha deux fois par jour, le matin et le soir.

### Les interdits
L’alcool est absolument proscrit, mais durant des festivités partagées avec des étrangers, le fidèle peut en prendre une quantité infime en guise de communion. Mais celui qui s’enivre commet un péché.
Il est absolument défendu de fumer de l’opium. Pour être admis comme Hòa Hảo, l’opiomane doit avoir été désintoxiqué. Il n’y a d’exception que pour des problèmes de santé.
Les jeux d’argent sont rigoureusement prohibés.

## Persécutions

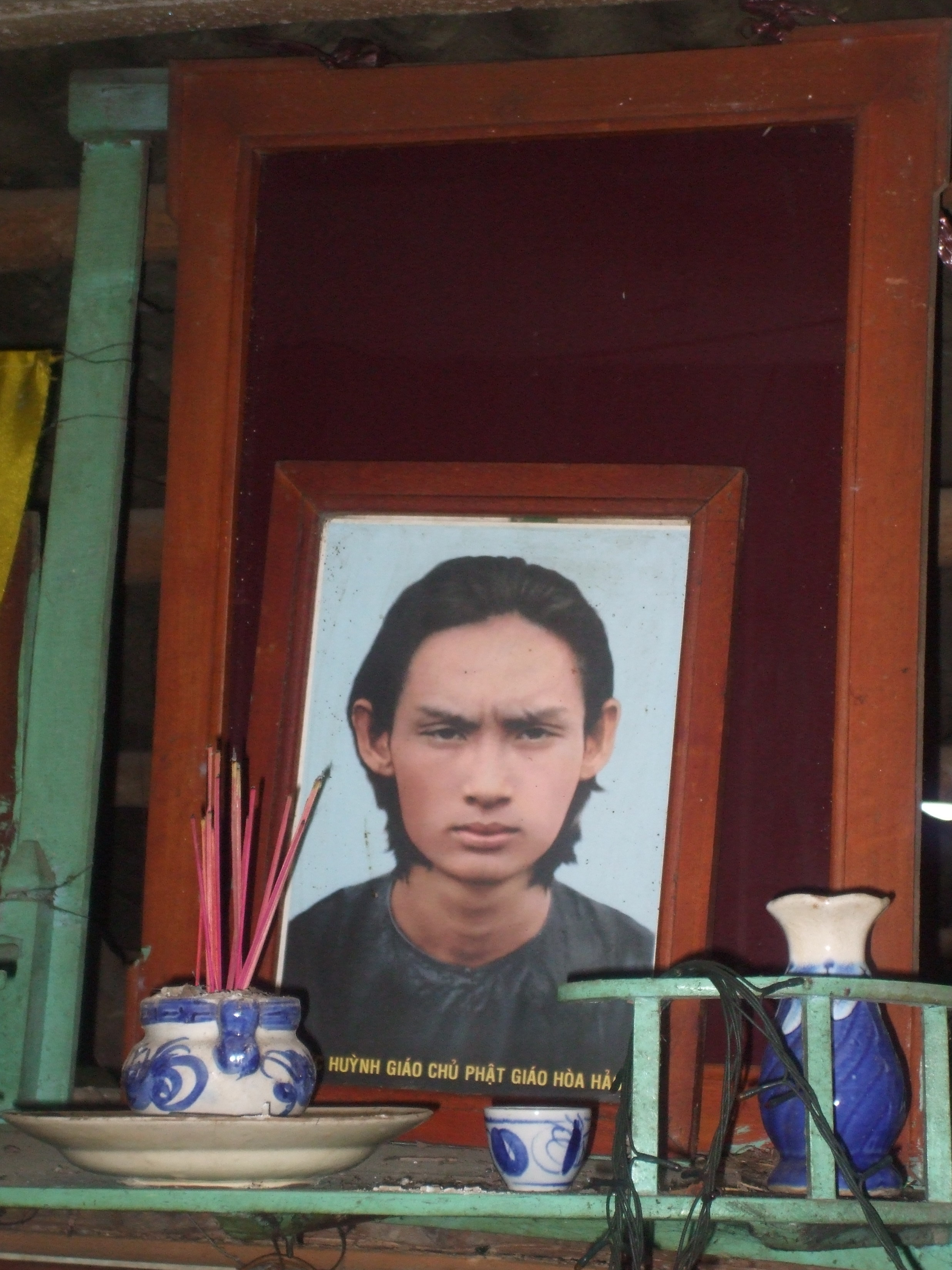
Autel dédié à Huỳnh Phú Sổ dans la province d'An Giang (2008).

Bien que le bouddhisme Hòa Hảo soit une religion officiellement reconnue au Viêt Nam, de nombreux membres refusent d'être soumis au gouvernement et un nombre inconnu de chefs religieux ont été arrêtés pour cette raison. Deux pratiquants du Hòa Hảo se sont immolés en 2005 pour protester contre la persécution religieuse et, après une vague d'arrestations de bouddhistes Hoa Hao, neuf autres ont été emprisonnés en mai 2007. Les Hòa Hảo refusent de croire que leur fondateur soit mort sous la torture. Ils ont conclu qu'il est encore parmi les vivants. Les cérémonies de commémoration de la naissance du prophète ont été mises hors la loi. Depuis lors, le Hoa Hao est scindé en deux factions - plus ou moins militantes.